# 太和五铢
太和五铢是北魏魏孝文帝太和十九年（495年）發行的圓形方孔錢，直徑2.6釐米，重量為3.5克。由於甘肅武威地處河西走廊，屬於絲綢之路要道，在這裡出土不少太和五铢。